# Franz Reuß
Le titre de cet article contient le caractère allemand ß. S'il n'est pas disponible ou n'est pas souhaité, le nom peut être représenté comme Reuss.
Franz Reuß est un Generalmajor allemand de la Luftwaffe pendant la Seconde Guerre mondiale, né le 17 avril 1904 à Augsbourg et mort le 5 juin 1992 à Munich.

## Promotions
- Polizei-Leutnant : 1er juin 1925
- Polizei-Oberleutnant : 1er janvier 1929
- Polizei-Hauptmann : 1er janvier 1935
- Rittmeister/Hauptmann : 1er octobre 1935
- Major : 1er avril 1939
- Oberstleutnant : 1er avril 1941
- Oberst : 1er décembre 1942
- Generalmajor : 1er janvier 1944

## Distinctions
- Insigne de pilote (Wehrmacht)
- Médaille de service de longue durée de la Wehrmacht 4e à 2e classe
- Croix de fer (1939) 2e et 1re classe
- Insigne des blessés (Allemagne) en noir de 1939
- Croix allemande en or le 21 août 1942 en tant que Oberstleutnant i.G. (im Generalstab : dans l'état-major général) dans le Stab/IV. Fliegerkorps[1]
- Croix de chevalier de la croix de fer le 18 juillet 1944 en tant que Generalmajor et commandant de la 4. Flieger-Division